# アルデシアインベストメント
株式会社アルデシアインベストメント（英：Ardisia Investment, Inc.）は、東京都中央区に本社を置く資産運用業などを行っている企業。

## 沿革
- 2018年（平成30年）4月 - 設立。
- 2019年8月30日、賃貸アパート大手のレオパレス21＜8848＞の株式について、6.08％を買い増しを行い、15.09％に保有割合を高めたことが判明した[1]。